# Maria Jacoba Ommeganck
Maria Jacoba Ommeganck (Anversa, 1760 – Anversa, 16 dicembre 1849) è stata una pittrice fiamminga di stile neoclassico, specializzata in paesaggi e animali.

## Biografia
Sorella ed allieva del più noto artista Balthasar Ommeganck, fu tra i co-fondatori della società di artisti Konstmaetschappij.
La sua opera era completamente in linea con quella del fratello.
Nel maggio 1786 si sposò con il pittore Hendrik Arnold Myin.